# Œuf de serpent
L'œuf de serpent (en latin : ovum anguinum) est, chez les peuples celtes, l'objet d'une quête spirituelle comparable à celle de la pierre philosophale et du Graal. Des objets désignés par les anciens celtes comme des œufs de serpents ont été retrouvés et identifiés comme des oursins fossiles.

## Le mythe
Pline l'Ancien décrit la quête de l'œuf de serpent en ces termes :  "Il est une espèce d'œuf, oubliée par les Grecs, mais en grand renom dans les Gaules : en été, des serpents innombrables se rassemblent, enlacés et collés les uns aux autres par la bave et l'écume de leur corps ; cela s'appelle œuf de serpent. Les druides disent que cet œuf est projeté en l'air par les sifflements des reptiles et qu'il faut le recevoir dans une saie avant qu'il touche la terre. J'ai vu cet œuf : il est de la grosseur d'une pomme ronde moyenne et la coque en est cartilagineuse, avec de nombreuses cupules, comme celles des bras des poulpes. Il est célèbre chez les druides. On en loue l'effet merveilleux pour le gain des procès et l'accès auprès des rois; mais ceci est faux : un chevalier romain du pays des Voconces qui, pendant un procès, en portait un dans son sein, fut mis à mort par le divin Claude, empereur, sans aucune autre raison, à ma connaissance. Pourtant ces étreintes de serpents et leur entente féconde semblent être la raison pour laquelle les nations étrangères ont entouré le caducée en signe de paix de l'image des serpents, mais il n'est pas coutume dans le caducée qu'ils soient crétés.
Les druides recherchaient l'œuf du serpent marin, il s'agissait d'une quête spirituelle car trouver cet œuf, c'était acquérir la connaissance du monde, de son essence et de sa structure. L'œuf est à la fois source et fruit de vie. Pour être viable, il doit sortir du ventre de la femelle puis être fécondé par le mâle. Femelle et mâle apparaissent comme matrice et force vitale. Le serpent mâle symbolise l'élan fécondateur par sa forme phallique et par son jaillissant de la terre. L'eau est l'élément primordial dans lequel la vie est présente partout. 
L'œuf de serpent est l'un des symboles druidiques les plus forts. 

### Origines du mythe
L'oursin fossile semble être équivalent à l'œuf cosmique dans la tradition indienne, enveloppe de l'embryon d'or couvé par l'oiseau cosmique. L'œuf détient les secrets des trésors de l'autre monde. Seuls ceux qui ont l'audace et le cœur pur peuvent le dérober et le ramener sur terre en veillant à ne pas regarder en arrière pour ne pas être changés en statue de sel. L'œuf évolue et libère des énergies, puis involue et donne un nouvel œuf, selon un cycle éternel. 
L'œuf de serpent est comparable au Saint Graal du XIIe siècle. On retrouve aussi l'épisode de la rivière, de l'œuf et du cheval sur certaines monnaies.

## Archéologie
Les découvertes archéologiques ont mis au jour de nombreux oursins fossiles enfouis sous de grands tertres, par exemple à Saint-Amand-sur-Sèvre en Saintonge et Barjon en Bourgogne.